# 王進 (宋朝)
王進是小說《水滸傳》中的一位角色，但歷史上確有此人。
王進在書中第二回「王教頭私走延安府，九紋龍大鬧史家村」中因高俅讓群臣為他慶祝上任太尉時首次被提及，出場時身份是東京八十萬禁軍的教頭。

## 經歷

### 登場
王進任職東京汴梁八十萬禁軍的教頭，精通十八般武藝，尤精於棒術。當時高俅上任太尉，請滿朝文武百官出席慶宴，眾官怕高俅勢大紛紛出席，只有王進因重病來不得，高俅便叫人把王進自病榻中硬抬過來並要打二十大板，後來高俅更發現當年還是地痞時當街教訓自己的便是王進的父親，新仇舊恨使高俅要殺王進，幸得朝中文武為王進求情，王進才免於刑戮。

### 逃亡
知道自己得罪小人的王進，騙了近身服侍的侍衛，說自己要還願，還要搶頭香，叫他們去東嶽廟聯絡廟祝、籌備牲禮，自己待會要買線香、紙錢去拜神，事實上卻棄官攜母連夜逃離東京往延安府去，途中借宿史家莊，受史太公盛情款待。某日看見史進在練武，王進覺得史進棍法破綻百出忍不住出言提點，年輕氣盛的史進為此大怒，要求與王進過招卻被輕鬆打敗，史進方知眼前高人實力遠超過自己與以前的師傅們，連忙拜王進為師求藝，王進為了還史家款待之恩也欣然同意。半年後王進在史進盡得自己真傳之後向史家告別，即便史家極力慰留，但王進不欲史家牽連自己得罪高俅的禍事而堅持離開。

### 結局
史進殺官差離家後欲投奔王進，中途靠當差而有點人脈的魯智深打探王進的消息，得知王進到延安府投靠老种經略相公（名將世衡的後裔），但史進到延安後仍然找不到王進，當地也無人知道王進行蹤，此後王進二字不再出現於水滸傳裡。後世改編之影視作品有隱姓埋名與早已亡故兩種路線。

## 歷史上的王進
北宋文献中有记载，其中内容：北宋的禁军将领（文献中没说是教头）王进在京城得罪了高官（文献中没指明是高俅），先是逃到到延安小种经略府的故人那守边。在西北，王进领兵和西夏的小股部队有过战斗，皆获胜。后王进又投靠河北的战将种师中和种师道门下任先锋，在后来的太原之戰中，随同种师中力战而死。